# Кухиња (филм)
Кухиња је југословенски ТВ филм из 1976. године. Режирао га је Боро Драшковић, а сценарио су писали Боро Драшковић и Александар Петровић.

## Улоге
| Глумац                     | Улога            |
| -------------------------- | ---------------- |
| Михајло Миша Јанкетић      | Петер            |
| Божидарка Фрајт            | Моника           |
| Мира Бањац                 | Ана              |
| Милутин Бутковић           |                  |
| Ђурђија Цветић             |                  |
| Љиљана Газдић              |                  |
| Милка Газикаловић          | Конобарица       |
| Соња Јауковић              |                  |
| Ђорђе Јелисић              | Алфред           |
| Ирфан Менсур               | Пол              |
| Бранко Милићевић           |                  |
| Никола Милић               | Димитри          |
| Злата Нуманагић            |                  |
| Огњанка Огњановић          | Конобарица       |
| Мира Пеић                  | Конобарица       |
| Слободан Перовић           | Господин Маранго |
| Горан Плеша                |                  |
| Ружица Сокић               | Маги             |
| Виктор Старчић             | Лео              |
| Боро Стјепановић           |                  |
| Жижа Стојановић            |                  |
| Властимир Ђуза Стојиљковић | Кевин            |
| Божидар Стошић             | Мајкл            |
| Растко Тадић               | Френк            |
| Танасије Узуновић          | Ханс             |
| Бранко Вујовић             |                  |
| Бранимир Замоло            |                  |
| Радмила Живковић           | Конобарица       |
| Милош Жутић                |                  |